# Jean-Pierre Landau (haut fonctionnaire)
Pour les articles homonymes, voir Jean-Pierre Landau et Landau.
Jean-Pierre Landau est un haut fonctionnaire français né le 16 novembre 1946 à Paris.

## Biographie

### Jeunesse et études
Jean-Pierre Landau étudie à l'École des hautes études commerciales (HEC Paris), puis à l'Institut d'études politiques de Paris. Il est élève de l'École nationale d'administration (Promotion Simone Weil, 1974)).

### Parcours public
Il intègre en 1974 l'Inspection générale des finances. Il devient en 1978 conseiller technique de Simone Veil, ministre de la Santé et de la Famille, et en 1979, celui de Jean-François Deniau (au Commerce extérieur de 1979 à 1980, puis aux Réformes administratives de 1980 à 1981). 
Affecté à la direction des relations économiques extérieures (DREE) du ministère de l'Économie et des Finances à partir de 1981, il y est sous-directeur de 1986 à 1989. 
De 1989 à 1993, il est nommé à Washington administrateur pour la France au FMI et à la Banque mondiale. Il prend ensuite la tête de la DREE jusqu'en 1996. 
Il réintègre l'Inspection générale des finances de 1996 à 1998 et devient en 1999 directeur général de l'Association française des banques. 
De 2001 à 2006, il est administrateur pour la France à la Banque européenne pour la reconstruction et le développement (BERD) et ministre conseiller pour les affaires financières près de l'Ambassade de France à Londres.
De 2006 à 2011, il est second sous-gouverneur de la Banque de France, membre du conseil d’administration de la Banque des règlements internationaux (BRI) et membre du Forum de stabilité financière. Il est également suppléant au G7 et au G20 et membre du groupe de travail de l’OCDE (WP3) consacré à la politique économique et financière. 
En 2012, Jean-Pierre Landau est membre du jury du Prix pour la prévention des conflits décerné annuellement par la Fondation Chirac.
En janvier 2018, Bruno Le Maire lui confie une mission sur les cryptomonnaies. Le rapport préparé en collaboration avec Alban Genais est présenté au Ministre de l'Economie et des Finances en juin 2018.

### Parcours académique
Il a été, de 1990 à 1993, professeur associé (économie européenne et intégration européenne) à l'École Paul Nitze d'études internationales avancées (SAIS) de l'université Johns-Hopkins (campus de Washington).
Jean-Pierre Landau est professeur de politique monétaire à l'Institut d'études politiques de Paris. Impliqué dans la vie de l'Institut, il est le président du comité de préfiguration de l'École des affaires publiques de l'école, et en est nommé doyen lors de sa phase préparatoire en 2015. Il en démissionne toutefois dans des circonstances mystérieuses deux mois avant son ouverture. Il est alors remplacé par le jeune économiste, Yann Algan.
Il enseigne actuellement à l'université de Princeton, au sein de l'école Woodrow Wilson pour les relations internationales.

## Publications
- Jean-Pierre Landau, Les nouvelles contributions financières internationales : Financement et développement et taxation internationale « http://lesrapports.ladocumentationfrancaise.fr/cgi-bin/brp/telestats.cgi?brp_ref=044000440&brp_file=0000.pdf »(Archive.org • Wikiwix • Archive.is • Google • Que faire ?), Paris, 2004  (ISBN 2110057548)
- Jean-Pierre Landau, François Benaroya, L'échange international, Paris, Presses universitaires de France, coll. « Que sais-je ? », 1999, numéro 1727,  (ISBN 2130504493)
- Jean-Pierre Landau, EMU and the Franco-German relationship in David P. Calleo, Eric R. Staal, Europe's Franco-German Engine, Washington Brookings Institution Press, 1999
- Jean-Pierre Landau, An International Financial Architecture for the 21st Century

## [6]Références
1. 1 2  (en) « Woodrow Wilson School of Public and International Affairs », sur princeton.edu via Wikiwix (consulté le 14 octobre 2023).
2. ↑  Jury du Prix pour la prévention des conflits, Fondation Chirac.
3. ↑  Le Point, magazine, « Un ancien de la Banque de France chargé d'une mission sur le bitcoin », Le Point,‎ 15 janvier 2018 (lire en ligne, consulté le 16 janvier 2018)
4. ↑  http://www.supportscoursenligne.sciences-po.fr/2006_2007/economie_approfondie/ p. ex. http://www.supportscoursenligne.sciences-po.fr/200910/KAFP2465/pdf/KAFP2465_seance6.pdf
5. ↑  Marie Scot, Sciences Po, le roman vrai, Sciences Po, les presses, 2022 (ISBN 978-2-7246-3915-5)
6. ↑  Jean Pierre Landau, Rapport Landau sur les cryptomonnaies (lire en ligne)